# Joan Josep Guillén y Zambrano
Joan Josep Guillén y Zambrano (Fuente del Maestre, Extremadura, 1947) es un dibujante, pintor, escenógrafo y profesor de artes escénicas español.

## Biografía y trayectoria profesional
Nacido en Extremadura el 1947, sus padres emigraron a Manlleu cuando él tenía un año, y allá pasó la niñez y la adolescencia. Empezó con el teatro de aficionados, viviéndolo como un tipo de escapatoria. Se dio a conocer en 1970 publicando dibujos en la prensa catalana, mientras iniciaba los estudios de dirección teatral y escenografía en el Instituto del Teatro. Allá, ejerció una intensa y productiva carrera profesional y a la vez, también, se dedicó a la docencia, como profesor de artes escénicas entre el 1973 y el 2003. En el ejercicio de su profesión ha colaborado con varios grupos de teatro, con la construcción de máscaras para espectáculos de calle, entre los cuales hay que mencionar la comparsa Viva Picasso el 1981. Destaca también, especialmente, la colaboración con el grupo Els Comediants durante más de veinte años y la realización de escenografías para espectáculos tan diversos como el Llibre de les bèsties de Ramon Llull el 1995 o La Cenerentola, estrenada el 2011 en el Canadá e interpretada por la Lyric Opera of Chicago el 2015. En el ámbito de la escenografía catalana empezó a trabajar a partir de los años sesenta en paralelo y junto a autores coetáneos como Fabià Puigserver y Plana (1938), Ramón B. Ivars Amigo (1948) y Andreu Rabal Serrat (1943), Josep Messeguer Vendrell (1946), y se convirtió en uno de los escenógrafos más relevantes.
En el campo de la ilustración gráfica, ha colaborado en numerosas revistas y periódicos como Triunfo, La Calle, Tele-Exprés, El Món, La Vanguardia, Avui, El Periódico de Catalunya o Muchas Gracias entre otros. En Cataluña ha sido pionero en el campo del diseño digital. Así, entre los años 1985 y 1987 creó para Tv3, y después para TVE en Cataluña, el espacio de animación por ordenador Microclip. También ha llevado a cabo varias exposiciones, como la relacionada con la Transición, que organizó la Biblioteca Nacional de España, o la Suite Nonell el 2013.
El 2016 fue uno de los firmantes de la declaración "A favor de una mayor implicación social en el fomento de las artes y la cultura: compromiso con el mecenazgo cultural", impulsada por el Ateneu Barcelonès y el CoNCA (Consejo Nacional de la Cultura y de las Artes). El 2013 el artista aceptó la propuesta de la Biblioteca Nacional de España de cederles su archivo.
En 2017 cedió una parte de su fondo a la Biblioteca de Cataluña, compuesto por originales de escenografías y vestuario para espectáculos como La Flauta mágica, El Libro de las bestias, La Cenerentola, entre otros; dibujos satíricos para la prensa (Tele-Expres, Muchas gracias, Diario de Barcelona...), carteles, fotografías y programas de mano de diferentes obras.

## Premios y reconocimientos
- Premi Ciutat de Barcelona (1983 y 1985) en la categoría de medios de comunicación,[10]
- Medalla de Oro del Vestuario a la "9a Quadriennal de Arquitectura y Escenografía" de Praga (1999)
- Premi Nacional de Cultura del CoNCA (2016).[11]

## Publicaciones
- (1971) El viatge prodigiós de Ferran Pinyol. Europa. (en colaboración con los Comediants).
- (1976) Any I del post-franquisme (en colaboración). Barcelona: Ketres.
- (1984) El carnaval (libro de cuentos).
- (1984) El globus (libro de cuentos).
- (1996) Caixa de Manlleu: 100 anys d'història, 1896-1996 (en colaboración).
- (1998) Artefactes parateatrals. Tradició/innovació (libro objeto de desplegables sobre algunas de sus escenografías para teatro de gran formato).
- (2002) El libro del día y de la noche: treinta años de sombras y despertares (como ilustrador, en colaboración con los Comediants.